# 火
火 (feu) est un idéogramme composé de 4 traits et fondé sur 人. Il est utilisé en tant que sinogramme et kanji japonais. Il fait partie des kyōiku kanji de 1re année.
Son caractère Unicode est 706B.
En chinois, il se lit huǒ en pinyin. C'est un des cinq éléments de la cosmologie chinoise du wuxing.
En japonais, il se lit か (ka) ou こ (ko) en lecture on et ひ (hi) ou やく (yaku) en lecture kun.

## Exemples
En japonais :
- 花火 (hanabi) : feu d'artifice (littéralement « fleur de feu », voir 花 : fleur).
- 火星 (kasei) : Mars, la planète.
- 火曜日 (kayōbi) : mardi (jour de Mars).